# Macphersonia chapelieri
Macphersonia chapelieri är en kinesträdsväxtart som först beskrevs av Henri Ernest Baillon, och fick sitt nu gällande namn av René Paul Raymond Capuron. Macphersonia chapelieri ingår i släktet Macphersonia och familjen kinesträdsväxter. Inga underarter finns listade i Catalogue of Life.